# Grendon, Northamptonshire
Grendon är en ort och en civil parish i Storbritannien.   Den ligger i grevskapet Northamptonshire och riksdelen England, i den södra delen av landet, 90 km nordväst om huvudstaden London. Grendon ligger 78 meter över havet och antalet invånare är 477.
Terrängen runt Grendon är platt. Runt Grendon är det tätbefolkat, med 659 invånare per kvadratkilometer. Närmaste större samhälle är Northampton, 11,6 km väster om Grendon. Trakten runt Grendon består till största delen av jordbruksmark.